# Otto Morales Benítez
Otto Morales Benítez (Riosucio, Caldas, 7 de agosto de 1920-Bogotá, 23 de mayo de 2015) fue un jurista, político y académico colombiano.
Fue autor de unos doscientos libros y miembro de diversas y distinguidas organizaciones.

## Biografía
Otto Morales Benítez nació el 7 de agosto de 1920 en el municipio colombiano de Riosucio, en el departamento de Caldas. Llevó a cabo los estudios primarios y secundarios en su ciudad natal y en Popayán en la Universidad del Cauca. Luego viajó a Medellín, donde recibió el título de abogado en la Universidad Pontificia Bolivariana en 1944.
Tiempo después, se desempeñó como director del diario El Colombiano, periódico de Medellín. Fue profesor de literatura universal, colombiana y americana, en la Universidad Pontificia Bolivariana, de Derecho Laboral en la Universidad Libre, de Derecho Administrativo y Agrario en la Universidad Externado y en el Gimnasio Femenino.
En el campo político se desempeñó como Senador de la República, diputado a la Asamblea Departamental de Caldas, y Representante a la Cámara por Caldas. En múltiples ocasiones fue candidato a la presidencia por el Partido Liberal.
Durante La Violencia fue miembro de la comisión investigadora de sus causas, cuyas conclusiones sirvieron para disminuir la violencia en las siguientes décadas. Durante el gobierno de Alberto Lleras Camargo, Morales sirvió como Ministro de Trabajo y de Agricultura; en la primera cartera presentó una reforma al sistema legislativo y se ocupó de tramitar decretos para cubrir riesgos de invalidez, vejez y muerte en el seguro social, mientras en la de Agricultura se encargó de la defensa de la reforma agraria ante el Congreso.
Durante el gobierno de Belisario Betancur, Morales Benítez fue comisionado para la paz, renunció alegando que no creía en las conversaciones que llevaba dicho gobierno con las guerrillas de las FARC, M-19 y el ELN.
En sus últimos años fue columnista del diario El Mundo (Colombia), de Medellín, y siguió ejerciendo su profesión de abogado. Falleció en Bogotá en mayo de 2015, a la edad de 94 años.

## Reconocimientos
Entre otros títulos, Otto Morales, recibió los siguientes reconocimientos: Profesor honoris causa de la Universidad Colegio Mayor de San Marcos en Lima, doctor honoris causa de la Universidad Nacional del Centro de Perú,doctor honoris causa de la Universidad Central (Colombia), miembro de la Asociación Iberoamericana de Derecho del Trabajo y Seguridad Social, Miembro del Instituto de Derecho Agrario Internacional y Comparado de Florencia (Italia); de Especialista honoris causa en Derecho Agrario de la Universidad Nacional Autónoma de México y socio honorario de la Asociación Mexicana de protección a la Naturaleza.
Además de los títulos anteriormente mencionados, Morales es miembro de la Academia Colombiana de la Lengua, de la Academia Colombiana de Historia y de la Academia Colombiana de Jurisprudencia.
En 2010, fue nominado por la Academia Colombiana de la Lengua al Premio Príncipe de Asturias, en la categoría Letras, para su edición de 2011, premio que ya ganó en 1997 su compatriota Álvaro Mutis.
Otto Morales escribió, en solitario y en coautoría, casi doscientos libros, de los cuales varios han sido traducidos a otros idiomas. Entre sus libros más reconocidos se encuentran: Aguja de Marear, 1979, Muchedumbres y banderas: luchas por la libertad, 1980, Derecho agrario y otros temas de la tierra, 1981 y Cátedra caldense, 1984.
Un inventario completo, se encuentra en la página del Centro Otto Morales Benítez.

## El Centro Otto Morales Benítez - Centotto
Fue fundado por Adela Morales Benítez de Look y Olympo Morales Benítez, con el fin de estudiar la obra del autor, prolífica y que aporta muchos planteamientos importantes para el conocimiento y entendimiento de nuestra realidad nacional, social, económica y política.
Se encuentra en una casa que es parte del patrimonio histórico de la ciudad de Bogotá y cuenta con unos recursos mínimos y propios. No tiene compromisos económicos con nadie, lo que le permite gozar de la autonomía que requiere el estudio de esta obra que Otto Morales Benítez ha escrito con independencia de gobiernos, o de grupos sociales o políticos, principio válido que rige nuestras vidas.
El objetivo principal del centro es tener la información disponible que pueda ser utilizada por quien la requiera para el estudio de los planteamientos centrales de la obra de Otto Morales Benítez.

## Publicaciones de Otto Morales Benítez
En Colombia
1948
- Estudios críticos, Espiral, 204 págs./ 2a. ed. 1986, Plaza & Janés, 239 págs.

1951
- Testimonio de un pueblo, Antares, 180 págs./ 2a. ed. 1962, Banco de la República, 228 págs./ 3a. ed. 1999, Testimonio de un pueblo: interpretación socioeconómica de la colonización de Antioquia en Caldas, la fundación de Manizales, 289 págs.

1957
- Revolución y caudillos, Horizonte, 220 págs./ 2a. ed. en Venezuela, 1974/ 3a. ed. Revolución y caudillos aparición del mestizo y del barroco en América, la revolución económica de 1850, 1983, Círculo de lectores, 256 págs.

1959
- Politica laboral: anexo a la memoria de 1959, Imprenta nacional, 501 págs.

1960
- Cooperativismo: legislación, Ministerio de trabajo, 130 págs.
- El pensamiento social de Uribe Uribe, Ministerio de trabajo, 160 págs.
- Planteamientos sociales, Universidad Externado, 512 págs./ 2a. ed. 1986, Universidad Externado, 377 págs.
- Reforma del código del trabajo: actos legislativos y leyes de 1959, sesiones ordinarias del Congreso, Imprenta nacional, 504 págs.
- Seguridad social integral, Ministerio de trabajo, 88 págs./ 2a. ed. 1960, Imprenta departamental del Valle, 151 págs.

1962
- Muchedumbres y banderas: luchas por la libertad, Tercer mundo, 212 págs./ 2a. ed. 1980, Plaza & Janés, 282 págs./ 3a ed. 1986, Círculo de lectores, 281 págs.
- Reforma agraria: Colombia campesina, anexo a la memoria de 1961, Imprenta nacional, 238 págs./ 2a. ed. 1986, Universidad Externado, 519 págs.

1963
- Alianza para el progreso y reforma agraria, Aedita, 91 págs./ 2a. ed. 1986, Universidad Central, 174 págs.
- Raíces humanas, conferencias, UPB, 63 págs.

1974
- Itinerario, Imprenta departamental de Caldas, 454 págs.

1976
- Aguja de marear: notas críticas, Banco Popular, 468 págs./ 2a. ed. 1979, Banco Popular, 476 págs.

1980
- Obra escogida, selección de Harold Alvarado Teneorio, 1980, editorial letras, 832 págs.

1981
- Derecho agrario y otros temas de la tierra, Universidad Externado, 277 págs.
- Reflexiones políticas, Carrera 7a, 146 págs.

1982
- Maestro Darío Echandía, Banco de la República, 181 págs./ 4a. ed. Darío Echandía: un maestro de la ideología liberal, 2011, Universidad de Ibagué, 244 págs.
- Reflexiones sobre el periodismo colombiano, Universidad Central, 347 págs.
- Una novela urbana: Aire de tango y el derrumbamiento de una epoca, Universidad de Antioquia, 82 págs.

1983
- Liberalismo: destino de la patria, Grupo editorial iberoamericana, 374 págs./ 2a. ed. 1985, Plaza & Janés, 553 págs.

1984
- Cátedra caldense, BCH, 124 págs.
- Influencia de los periodicos en la conformación doctrinaria de los partidos, Universidad Central, 73 págs.
- La palabra indoamericana, Lealon, 368 págs.
- Memorias del mestizaje, Plaza & Janés, 308 págs.
- Reflexiones colombianas, primeras notas, Universidad Central, 392 págs.

1985
- Declaración personal: escenas, diálogos y personas en la formación de un escritor, Universidad Central, 94 págs.

1986
- Arenas Betancourt: un realista más allá del tiempo, Villegas, 284 págs.
- Politica laboral, Universidad Externado, 389 págs.

1987
- Perfiles literarios de Antioquia, Universidad Nacional, 269 págs.
- Propuesta para examinar la historia con criterios indoamericanos, Universidad Central, 118 págs./ 2a. ed. 1988, Tercer mundo, 114 págs.

1989
- Facetas míticas del diablo del carnaval de Ríosucio, Carrera 7a, 49 págs.
- Reflexiones sobre periodismo, Plaza & Janés, 279 págs.

1990
- El maestro Arciniegas : emancipador cultural del continente, Kelly, 44 págs.
- Historias económicas del café y de don Manuel, Fondo cultural cafetero, 225 págs./ 2a. ed. 1999, Federación nacional de cafeteros, 295 págs.

1991
- Discursos académicos, Universidad Central, 276 págs.
- El escritor Alberto Lleras Camargo, 31 págs.
- Momentos de la literatura colombiana, Instituto Caro y Cuervo, 483 págs.
- Papeles para la paz, Árbol que piensa, 224 págs.

1994
- Vida y obra de Eduardo Santos: informe final presentado a Fundación para la Promoción de la Investigación y la Tecnología, Academia colombiana de historia, 104 págs.

1995
- Colombia y el continente, Universidad del Quindío, 394 págs.
- Colonización en la obra de Ernesto Gutiérrez Arango, Lealon, 165 págs./ 2a. ed. Colonización en la obra de Ernesto Gutiérrez Arango y otros textos afines, 1999, Federación nacional de cafeteros, 200 págs.
- Iconografía y fragmentos de prosas, Universidad Central, 416 págs.

1996
- Líneas culturales del gran Caldas, Universidad de Caldas, 419 págs./ 2a. ed. 1999, Federación nacional de cafeteros, 448 págs.
- Riosucio: predisposición colectiva para la cultura, Universidad Central, 104 págs.

1997
- El suplemento literario generación de Medellín, la caricatura de Hernán Merino y sus respuesta a la cultura colombiana, 53 h.

1998
- Obras, tomo I, Caminos del hombre en la literatura, Instituto Caro y Cuervo, 639 págs.
- Origen, programas y tesis del liberalismo, Partido liberal, 530 págs.
- Sanclemente, Marroquín, el Liberalismo y Panamá, Stamato editores, 556 págs.

1999
- Cátedra caldense: el ensayista Silvio Villegas, Federación nacional de cafeteros, 340 págs.
- Colección 30 años Universidad Central: catálogo de presentación, Universidad Central, 15 h.
- Teoría y aplicación de las historias locales y regionales, Universidad de Caldas, 503 págs.

2000
- Luchas populares, prelaciones y enseñanzas de la historia en Indoamérica, Universidad Central, 137 págs.
- Obras, tomo II, Señales de Indoamérica: viajes por Perú, Chile, Argentina, Bolivia, Brasil, Ecuador, México, Puerto Rico, 2000, Instituto Caro y Cuervo, 1069 págs.
- Obras, tomo III, Creación y crítica literaria en Colombia, 2000, Instituto Caro y Cuervo, 796 págs.
- Política y corrupción: cartas a mis nietos, Planeta, 141 págs.

2002
- Sólo Boyacá, UPTC, 513 págs.

2003
- La montaña de la dura cerviz: primera parte, incluye: "Mis identidades con Antioquia"; "Mundo e intuiciones de la poesía"; "Crítica y creación"; "El arte y su misterio", Biblioteca pública piloto, 530 págs.
- Obras, tomo IV, Coloquios sobre aspectos de la cultura, 2003, Instituto Caro y Cuervo, 923 págs.

2004
- Páginas ilustres del idioma en Colombia, 69 págs.

2005
- Derecho agrario: lo jurídico y lo social en el mundo rural, Leyer, 314 págs.
- La montaña de la dura cerviz: segunda parte, Biblioteca pública piloto, 406 págs.

2006
- Cristos y bolívares de Arenas Bentancourt, UPB, 58 págs.
- Sendero histórico y humanístico de Alberto Lleras, Universidad de América, 419 págs.

2007
- Derecho precolombino: raíz del nacional y del continental, Academia colombiana de jurisprudencia, 363 págs.
- El pensamiento social de Alberto Lleras, Universidad del Valle, 500 págs.
- Jorge Isaacs en el torbellino político, Academia colombiana de historia, 166 págs.
- Periodismo: ética y paz, Universidad del Valle, 320 págs.

2010
- Lo socioeconómico y lo popular en la independencia, FICA, 238 págs.

2013
- Defensa del "habeas corpus", a través de las palabras del jurista Peters Arzabe para que su patria viva la democracia, Academia colombiana de jurisprudencia, 279 págs.
- Mestizaje e identidad en indoamérica: ensayos, USTA, 508 págs
- Nariño y Pasto en el panorama de la historia y la cultura, Universidad de Nariño, 225 págs.

Póstumos
- Eduardo Santos: apuntes para una biografía política, Universidad del Rosario/ Intermedio editores, 2015
- Eduardo Santos. Cartas, discursos, artículos y otros documentos, Universidad del Rosario/ Intermedio editores, 2015

En Ecuador
- Futuro político de indoamérica, 2001, Casa de la cultura ecuatoriana, 29 págs.
- Ecuador: entre el mar y las montañas, 2014, Academia nacional de historia, 255 págs.

En México
- Trascendencia, dimensión y proyección de las historias regionales y locales, 1993, UNAM, 140 págs.

En Panamá
- Brevísimas explicaciones acerca del libro: el mestizaje como expresión de identidad y autenticidad del continente, lectura en Panamá el 3 de diciembre de 1992, 1992, Editorial Veraguas, 32 págs.

En Venezuela
- Revolución y caudillos, 1974, Universidad de los Andes, 290 págs.
- Colombia y Venezuela: futuro democrático de América, 1984, Centro de estudios internacionales, 28 págs.
- Latinoamérica: atisbos desde Mérida, 1984, Corporación de los andes, 157 págs.
- Rómulo Gallegos: identidad del escritor y del politico, 1993, Congreso de la República, 190 págs.
- Rutas para acercarse a la obra de Mariano Picón Salas, 1996, Universidad de los Andes, 131 págs.

En coautoría
- Bolívar joven: homenaje a la libertad, 1986, Academia boyacense de historia, 125 págs. con: Germán Arciniegas
- De amores y amantes, 1991, Tercer mundo, 272 págs. con: Pedro Gómez Valderrama, Ana María Escallón, Alfredo Iriarte, Abelardo Forero Benavides, Fernando Garavito, Carlos Lemos Simmonds, Germán Espinosa, Juan Gustavo Cobo Borda, Eduardo Lemaitre, Juan Carlos Botero Zea y Antonio Caballero
- Juegos florales de Manizales, tres mantenedores, 1996, Instituto caldense de cultura, 85 págs. con: Belisario Betancur y Humberto de la Calle
- Interrogantes sobre la identidad cultural colombiana diálogo con Otto Morales Benítez, 2006, Guadalupe, 270 págs. con: Augusto Escobar Mesa

Como editor, recopilador, antólogo
- El pensamiento social de Uribe Uribe, 1960, Ministerio de trabajo, 126 págs./ 2a. ed. 1988, Secretaría de Educación y Cultura de Antioquía, 205 págs.
- De la dictadura al frente nacional: 1955-1958, 1990, Partido liberal, 396 págs.
- Páginas del suplemento generación : 1939-1942, 1991, BPP, 479 págs.
- El periodista Alberto Lleras: antología, 1992, 2 vols. UdeA/BPP
- Alberto Lleras Camargo, reflexiones sobre la historia, el poder y la vida internacional, 1994, 2 vols. Tercer mundo
- Nuevos aportes de Uribe Uribe al pensamiento social, antología vol. II, 1995, secretaría de educación y cultura de Antioquia, 465 págs.
- Ensayos históricos y literarios de Uribe Uribe, antología, vol. III, 1996, Plaza & Janés, 454 págs.
- Uribe Uribe y Panamá : altura jurídica, política y moral de la patria, 2011, UIS, 2 vols.

## Obras sobre Otto Morales Benítez[10]
- Fernando Ayala Poveda, Otto Morales Benítez: la palabra indoamericana, Medellín, Lealon, 1984
- Oscar Piedrahíta González, Tesis de Otto Morales Benítez, "Memorias del Mestizaje": un libro esencial en el Continente, Bogotá, Kelly, 1991
- Javier Ocampo López, Otto Morales Benítez: sus ideas y la crisis nacional, Bogotá, Grijalbo/Mondadori, 1993
- Eduardo Zúñiga Erazo, El libro "Otto Morales Benítez: sus ideas y la crisis nacional", Bogotá, Kelly, 1993
- Carlos Martín, Otto Morales Benítez: algunos aspectos, maravillas y coincidencias, Bogotá, Stamato, 1995
- Vicente Landínez Castro, Miradas y aproximaciones a la obra múltiple de Otto Morales Benítez, Tunja, Academia boyacence de historia, 1996
- Ricardo Arquez Benavides, Cátedra Otto Morales Benítez: prospectiva para el nuevo milenio, Barranquilla, Universidad Simón Bolívar, 1998
- Luis Carlos Adames, Otto, el periodista que negoció la paz, Bogotá, Guadalupe, 1999
- Augusto Escobar Mesa, Interrogantes sobre la identidad cultural colombiana diálogo con Otto Morales Benítez, Guadalupe, 2006